# Massacre de la colline 303

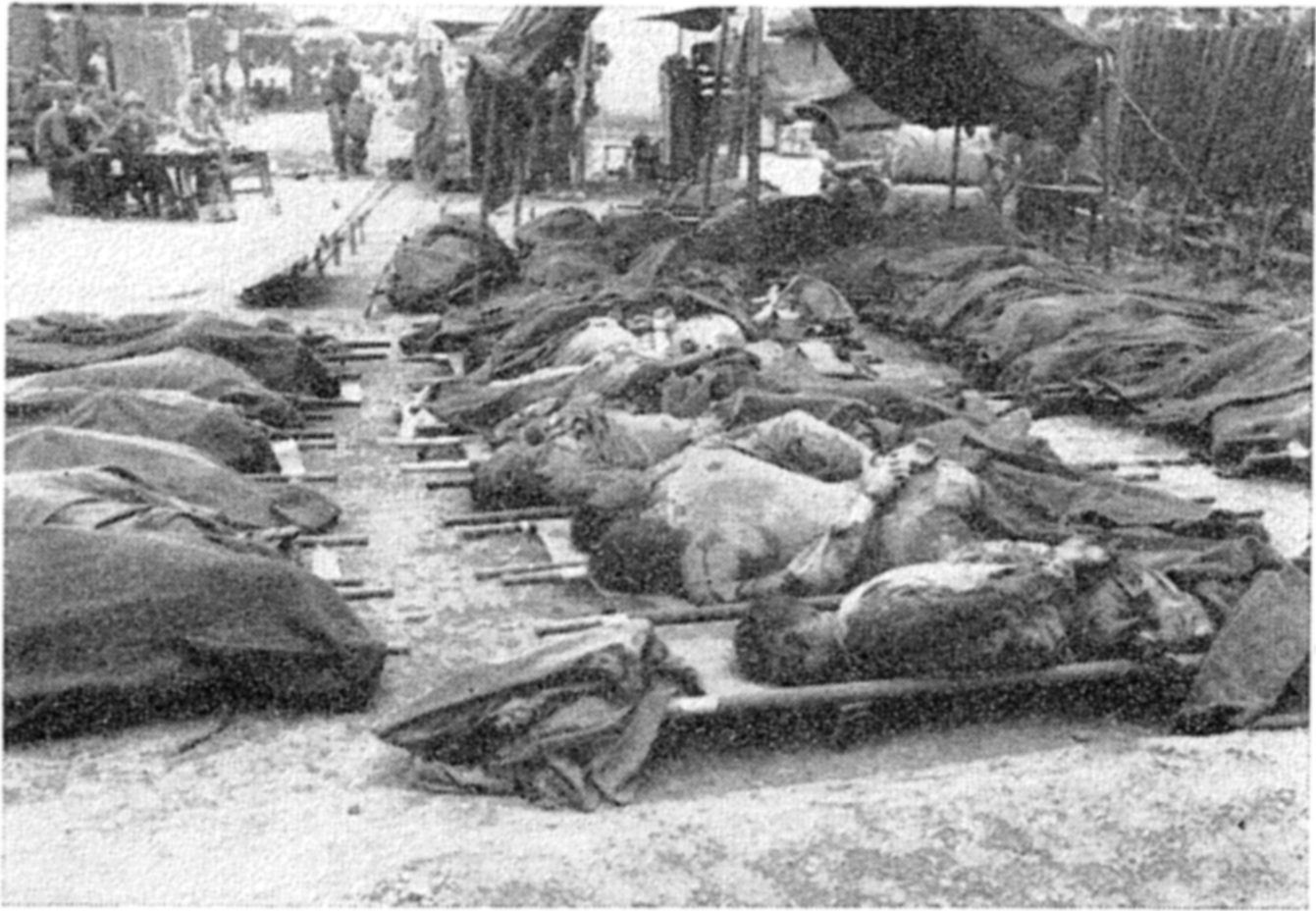
Corps de victimes du massacre de la colline 303.

Le massacre de la colline 303 est un crime de guerre qui a eu lieu lors de la guerre de Corée le 17 août 1950 sur une colline près de Waegwan en Corée du Sud. Quarante et un prisonniers de guerre de l’armée de terre des États-Unis ont été exécutés par les membres de l’armée populaire de Corée au cours de la bataille de Daegu du périmètre de Busan.
Les victimes sont membres de la 1re division de cavalerie américaine. Un monument fut érigé sur la colline en mémoire du massacre le 17 août 2003 et un autre sera construit en 2009 avec l’appui du gouvernement sud-coréen près du camp Carroll de l’United States Army.